# Марковский, Евгений Николаевич
Евгений Николаевич Марковский (бел. Маркоўскі Яўген Мікалаевіч; 8 ноября 1947, Благовещенск, РСФСР, СССР — 18 января 2019, Санкт-Петербург, Россия) — советский и белорусский кинорежиссёр и сценарист, автор игровых фильмов.

## Биография
Евгений Николаевич Марковский родился 8 ноября 1947 года в Благовещенске. В 1975 году окончил ЛГИК, а в 1981 году — ВГИК (мастерская С. А. Герасимова). С 1980 по 1991 год работал на киностудии «Беларусьфильм».
Скончался 18 января 2019 года, похоронен на Смоленском православном кладбище в Санкт-Петербурге.

## Работы
Роли в кино
- 1980 — Маэстро (короткометражный)

Режиссёр
- 1978 — Конвой (короткометражный, учебная работа)
- 1979 — Лабиринт (короткометражный, курсовая работа)
- 1980 — Праздник фонарей (короткометражный)
- 1983 — Как я был вундеркиндом
- 1986 — Летние впечатления о планете Z
- 1988 — Филиал
- 1990 — Вечный муж

Сценарист
- 1978 — Конвой (короткометражный, учебная работа)
- 1979 — Лабиринт (короткометражный, курсовая работа)
- 1980 — Праздник фонарей (короткометражный)
- 1987 — Сквозь серый камень (анимационный)
- 1990 — Вечный муж